# سارة فرح
سارة فرح (1 مارس 1991 -)، مغنية وممثلة سورية ولدت في دمشق، درست الثانوية فيها ودخلت كلية الحقوق في جامعة دمشق ولكنها انسحبت منها بعد السنة الأولى لتشارك في برنامج المواهب ستار أكاديمي بنسخته الثامنة سنة 2011 نالت المرتبة الأولى لاسبوعين خلال البرنامج ووصلت إلى نهائيات البرنامج وحازت على المرتبة الثالثة.

## عن حياتها
ولدت سارة فرح في مدينة دمشق وهي البنت الصغرى في عائلة مكونة من أب وأم وشقيق وحيد. تتمتع عائلتها باهتمامات فنية متعددة فوالدها هاوي عزف على آلة العود ووالدتها وهي معلمة في أحد مدارس الشام تتمتع بموهبة الرسم وشقيقها ممثل وهو خريج المعهد العالي للتمثيل في سوريا.
كان لوالدة سارة فرح وشقيقها الأثر الأكبر في حياتها حيث كانا الداعمين لها وقد شجعاها كثيرا للدخول إلى الساحة الفنية.

### التحصيل العلمي
درست سارة في مدارس الشام وأنهت دراسة البكالوريا فيها ثم دخلت كلية الحقوق في دمشق وفي هذه الأثناء قدمت اختباراتها لدخول المعهد العالي للموسيقى في سوريا ولكن لم يتم قبولها لاعتبارات شخصية في وقتها بعد ذلك انسحبت من الكلية لتقدم على اختبارات برنامج ستار أكاديمي.[بحاجة لمصدر]

### الهوايات
سارة بالإضافة إلى الغناء تحب الرسم، الموسيقى، الكتابة ولها محاولات في كتابة الشعر والأغاني، العزف على البيانو، والرقص، والسباحة.

## السيرة الفنية
سارة فرح أو كما يحلو لعشاقها ان يلقبوها «ياسمينة الشام»،[بحاجة لمصدر] عشقت الموسيقى و الغناء منذ صغرها، تميزت بخامة صوتية لفتت إليها اسماع المقربين منها مما دفع والدتها على تشجيعها للمشاركة بجوقة الفرح للغناء في الكنيسة بالإضافة إلى مشاركتها بالعديد من الحفلات المدرسية، قامت السيدة أراكس شاركجيان وهي من المتخصصين بالموسيقى بتبني موهبتها ودفعها لدراسة الغناء الاوبرالي إلى ان قادتها الصدفة للتقديم على اختبارات برنامج المواهب ستار أكاديمي 8 [بحاجة لمصدر] ومن هنا كانت الانطلاقة، تأثرت سارة بأهم الفنانين في العالم العربي أمثال ذكرى ووردة الجزائرية وجورج وسوف وصباح فخري ووديع الصافي وصباح.

### في العام 2011
تم قبولها في برنامج ستار اكاديمي إلى جانب 19 مشاركا آخر كانت هي الرقم الصعب بين الجميع. وبسبب قدراتها الصوتية وحضورها الذي لفت إليها الانظار وصلت إلى نهائيات البرنامج دون المرور بمرحلة الخطر ولكن لم يحالفها الحظ لنيل اللقب، أشاد بصوتها الكثير من المتخصصين بمجال الفن امثال فؤاد فاضل وأسامة الرحباني.
لسارة مع مسرح ستار اكاديمي أغاني لاتنسى فكانت وقفة سارة الأولى وغنائها امام جمهور كبير بجانب الفنانة«وردة الجزائرية» حيث شاركتها الغناء باغنية من أصعب اغانيها «حرمت احبك» باداء وصوت لفت إليها الانظار وتبعتها بمقطوعة اوبرالية شدت إليها اسماع الكبار والصغار.[بحاجة لمصدر]
وعلى المسرح ذاته توالت ابداعات سارة فغنت ل أم كلثوم فاطربت الاسماع وغنت ل صباح فاعادت للجمهور اللون الجبلي وغنت لنجوى كرم ورويدة عطية فاثبتت قدرتها على اداء اللون الغنائي الحديث.
بعد خروجها وقفت على مسرح دار الاوبرا المصرية لتشدو لساعات لعملاقة الفن ام كلثوم بمناسبة ذكرى وفاتها فكانت اولى خطواتها على طريق الاحتراف. احيت بعدها العديد من الحفلات فأولها في 2011 حيث حلت ضيفة إحدى برايمات برنامج ديو المشاهير مع الفنان وديع الصافي.
وفي 31/10/2013 أحيت حفلا بالموفنبيك ببيروت مع المخرج ناجي صوراتي ،
في 4/11/2011 شاركت بمهرجان «تروب فيست ارابيا» بأبو ظبي
ثم الحقتها بحفلة أخرى في مدينة السويداء بسوريا إلى جانب الفنان (ريان) في 10/11/2011.

### في العام 2012
في 1/9/2012 احيت حفلا ناجحا بمنطقة «جزين» بلبنان مع الفنان معين شريف.
تلقت الكثير من العروض الإنتاجية من كثير من شركات الإنتاج الفني في الوطن العربي ولكن لم تجد فيها مايناسب شخصيتها واسلوبها الفني فقررت تقديم اولى اعمالها بإنتاجها الخاص.[بحاجة لمصدر]

### في العام 2013
أحيت العديد من الحفلات للجالية العربية في السويد ولاقت نجاحات كبيرة ونالت إعجاب الحضور.
وقعت عقدا لإدارة اعمالها مع السيد رامي حداد.
أطلقت اولى أغانيها «بعز الظهر» بتاريخ 9/6/2013 وهي من كلمات فادي مرجان الحان فضل سليمان وتوزيع أنس كريم وميكس مؤيد الأطرش وماسترينغ طوني حداد وتم تسجيلها في استديو ناصر الاسعد 
في 15/6/2013 تم تكريمها من قبل إذاعة مزيكا اف ام والاعلامي خضر عبوشي لنيل اغنيتها بعز الظهر المرتبة الأولى بحسب استفتاء اجرته الإذاعة  
وفي نفس اليوم تم تكريمها من موقع خبر عاجل والاعلامي زكريا فحام لنيل اغنيتها بعز الظهر المرتبة الأولى بحسب استفتاء اجراه الموقع   
أحيت في في 31/8/2013 حفلا ضمن مهرجان أعياد بيروت إلى جانب الفنان السوري صباح فخري ولاقت صدى متميز من الحضور الذي تجاوز ال 3000 شخص ووسائل الاعلام التي واكبت الحفل  .
أنهت عقدها مع السيد رامي حداد واعلنت عن ذلك عبر صفحتها الرسمية.
في 18/10/2013 أطلقت سارة فرح ثاني اغانيها الخاصة بعنوان «فدوة» وهي عبارة عن تجديد لاغنية عراقية قديمة للفنانة العراقية أمل خضير ومن كلمات كاظم عبد الجبار وألحان جاسم الخياط  وتم التسجيل باستوديو ناصر الاسعد. 
في 28/11/2013 حلت ياسمينة الشام ضيفة على البرايم العاشر من ستار اكاديمي 9 وقامت بغناء اغنيتها «بعز الظهر» ووقفت إلى جانبها الطالبة رنا سماحة  
كما حصدت أغنية بعز الظهر على المرتبة الأولى للعام 2013 بحسب الاستفتاء الذي اجراه ستديو Publitools

### في العام 2014
في 1/1/2014 أحيت حفل رأس السنة في تونس الخضراء  
في الشهر الثاني من ال 2014 تعاقدت مع شركة العنود للإنتاج الفني 
في 16/8/2014 أطلقت اغنيتها الثالثة بعنوان «فتى أحلامي» من كلمات «صفوح شغالة» والحان مراد ماهر  وتوزيع شيرو منان تسجيل ستوديو 360 ميديا ماسترينغ طوني حداد ومن إنتاج العنود برودكشن 
في 29/11/2014 احيت حفلا جماهيريا للجالية العربية في السويد.

### في العام 2015
في 1/1/2015 احيت حفلا كبيرا في رأس السنة مع الكبير جورج وسوف والفنانة سارية السواس في برج التجارة العالمي في دبي 
فسخت عقد الإنتاج مع شركة العنود واتجهت للإنتاج الشخصي.
في 14/7/2015 أصدرت الأغنية الرابعة في مسيرتها الفنية بعنوان ياشقيق الروح من كلمات الشاعر السوري الحلبي الكبير صفوح شغالة والحان الموسيقار الجزائري نوبلي فاضل وتوزيع الطيب دريفول والاشراف الصوتي نزار تارك ومن إنتاج شركة نغم ساوند للإنتاج الفني 
في 4/8/2015 أطلق فيديو كليب اغنيتها ياشقيق الروح تحت إدارة المخرج سمير مللي 
في 1/10/2015 أطلقت الأغنية الخامسة في مسيرتها الفنية وهي أغنية تحمل الطابع الإنساني بعنوان "عتبان قلبي وهي من كلماتها والحانها وغنائها ومن توزيع محمد المهدي وماسترينغ محمد عصمت 
في 1/12/2015 أطلقت فيديو كليب أغنية عتبان قلبي تحت إدارة المخرج التونسي وجدي بلغيث 
في 19/12/2015 تم تكريمها في الجزائر على هامش مشاركتها في مهرجان السينما ضمن فعاليات قسنطينة عاصمة الثقافة العربية 2015 

### في العام 2016
في 9/6/2016 أطلقت الاغنية السادسة في مسيرتها بعنوان أنت الي وهي من كلمات الشاعرة عبير ابي إسماعيل والحان سارة فرح وتوزيع محمد المهدي وانتاج العنود برودكشن 
في 9/10/2016 أطلقت الاغنية السابعة وهي أغنية طربية بعنوان دابت الشمعة وهي من الحان الموسيقار الجزائري نوبلي فاضلي 

### في العام 2017
24/6/2017- 27/5/2017
خاضت سارة فرح تجربتها التمثيلية الأولى من خلال لعبها دور رواء في المسلسل السوري قناديل العشاق تأليف الكاتب خلدون قتلان واخراج سيف الدين سبيعي وانتاج شركة سما الفن الدولية.
وقد شاركت بغناء مجموعة من اغاني المسلسل من الحان الموسيقار طاهر ماملي.

### في العام 2018
في 1/3/2018 أطلقت الاغنية الثامنة في مسيرتها الفنية وهي الأولى من ضمن اغاني البومها الأول وحملت الاغنية عنوان «خنتك» وهي من كلماتها وألحانها وتوزيع رافي فقس مكسينغ وماسترينغ فادي جيجي 
في 14/3/2018 أطلقت فيديو كليب لاغنية خنتك وهو من إخراج طارق سالم 
في 31/3/2018 أطلقت الاغنية التاسعة في مسيرتها الفنية والثانية من أغاني الالبوم الأول بعنوان «تاري الهوى» الاغنية من كلماتها والحانها وتوزيع رافي فقس 
في 19/7/2018 شاركت في حفل جماهيري كبير في سوريا على مسرح دمر الثقافي المفتوح في دمشق إلى جانب الفنان السوري جورج وسوف.
في 26/11/2018 اختتمت العام باصدار الاغنية العاشرة في مشوارها الفني وهي الثالثة من اغاني الالبوم الأول والتي حملت عنوان «أيوب» وهي باللهجة العراقية والتي حملت توقيع الملحن عادل العراقي وتوزيع ناصر الاسعد.

### في العام 2019
في 1/1/2019 أحيت حفل جماهيري كبير بمناسبة راس السنة الميلادية في الجراند هوتيل في العاصمة الأردنية عمان إلى جانب الفنان جورج وسوف.
في 8/02/2019 اطلقت أغنية كوفر لاغنيتي إنت مني للفنانة يارا وكنت عارفة للفنانة شيرين وقامت بتصويرها على طريقة الفيديو كليب بعدسة المخرج سامي فتاح.
في رمضان 2019 شاركت كضيفة شرف في مسلسل عندما تشيخ الذئاب بدور سُلاف إلى جانب الفنانين سلوم حداد وعابد فهد وسمر سامي. إلى جانب غنائها لشارة المسلسل. كما شاركت في بطولة مسلسل مقامات العشق عن سيرة سلطان العارفين محي الدين بن عربي بدور عتاب وأدت مجموعة من أغاني المسلسل بالإضافة إلى غنائها شارة المسلسل.

### أغانيها في ستار أكاديمي
| الأغنية           |
| ----------------- |
| حرمت أحبك         |
| لسا فاكر          |
| هل رأى الحب سكارى |
| انا بعشقك         |
| ليل الصب          |
| سيرة الحب         |
| وحشتني            |
| الورد جميل        |
| عالضيعة           |
| الحب كلو          |
| يامسهرني          |
| مرحبتين           |
| شعوري ناحيتك      |
| زي العسل          |
| التحدي            |
| حبيبي مابخبي عليك |
| حياتي ملكي        |
| شو سهل الحكي      |
| عاللي جرى         |
| على ألماني        |
| طال السهر         |
| حب ايه            |
| يادلع             |
| عاشقة             |
| عالبال            |
| الاطلال           |
| لشحد حبك          |
| أنت عمري          |
| ساعات ساعات       |

### أغانيها الخاصة
| ألأغنية                    | سنة الإصدار |
| -------------------------- | ----------- |
| بعز الظهر                  | 2013        |
| فدوة                       | 2013        |
| فتى احلامي                 | 2014        |
| ياشقيق الروح               | 2015        |
| عتبان قلبي                 | 2015        |
| أنت الي                    | 2016        |
| دابت الشمعة                | 2016        |
| خنتك                       | 2018        |
| تاري الهوى                 | 2018        |
| أيوب                       | 2018        |
| أنت مني - كنت عارفة (كوفر) | 2019        |
| يا خسارة                   | 2020        |
| عشرة على عشرة              | 2021        |
| غايب                       | 2023        |
| يا عين                     | 2024        |

### أغانيها في مسلسل قناديل العشاق
| الأغنية                 |
| ----------------------- |
| أنا الرواء              |
| هات الكؤوس              |
| صبي كاسك                |
| أدر كأسا                |
| نيالو من نال الرضا      |
| الحب يُنسب للإنسان والله |
| شلونك وشلوني            |

| الاغنية              |
| -------------------- |
| عرفت الهوى           |
| والله ماطلعت شمس     |
| شربت بكأس الحب       |
| لاقر قلبي            |
| حُمرة الخجلة          |
| باح مجنون عامر بهواه |
| أدين بدين الحب       |
| أودع فؤادي           |
| أقول لها             |

| المسلسل           | عنوان الشارة       | سنة الاصدار |
| ----------------- | ------------------ | ----------- |
| عندما تشيخ الذئاب | منذ البداية يكذبون | 2019        |
| مقامات العشق      | أدين بدين الحب     | 2019        |

## وصلات خارجية
- الصفحة الرسمية في تويتر
- الصفحة الرسمية في الأنستغرام